# Новий Двур (Острудський повіт)
Новий Двур (пол. Nowy Dwór, нім. Neuhof) — село в Польщі, у гміні Моронґ Острудського повіту Вармінсько-Мазурського воєводства.
Населення — 303 особи (2011).
У 1975-1998 роках село належало до Ольштинського воєводства.

## Демографія
Демографічна структура станом на 31 березня 2011 року:
|          | Загалом | Допрацездатний вік | Працездатний вік | Постпрацездатний вік |
| -------- | ------- | ------------------ | ---------------- | -------------------- |
| Чоловіки | 159     | 43                 | 104              | 12                   |
| Жінки    | 144     | 34                 | 84               | 26                   |
| Разом    | 303     | 77                 | 188              | 38                   |